# Inversija
Inversija of Latvian Aviation Company is een Letse luchtvrachtmaatschappij met thuisbasis in Riga.

## Geschiedenis
Inversija werd opgericht in 1991.

## Vloot
De vloot van Inversija bestaat uit (maart 2007):
- 2 Ilyushin IL-76T
- 1 Ilyushin IL-76TD